# Zetteritz
Zetteritz ist ein Ortsteil der Gemeinde Seelitz im sächsischen Landkreis Mittelsachsen. Er kam gemeinsam mit seinem Ortsteil Städten am 1. Januar 1994 zur Großgemeinde Seelitz.

## Geografie

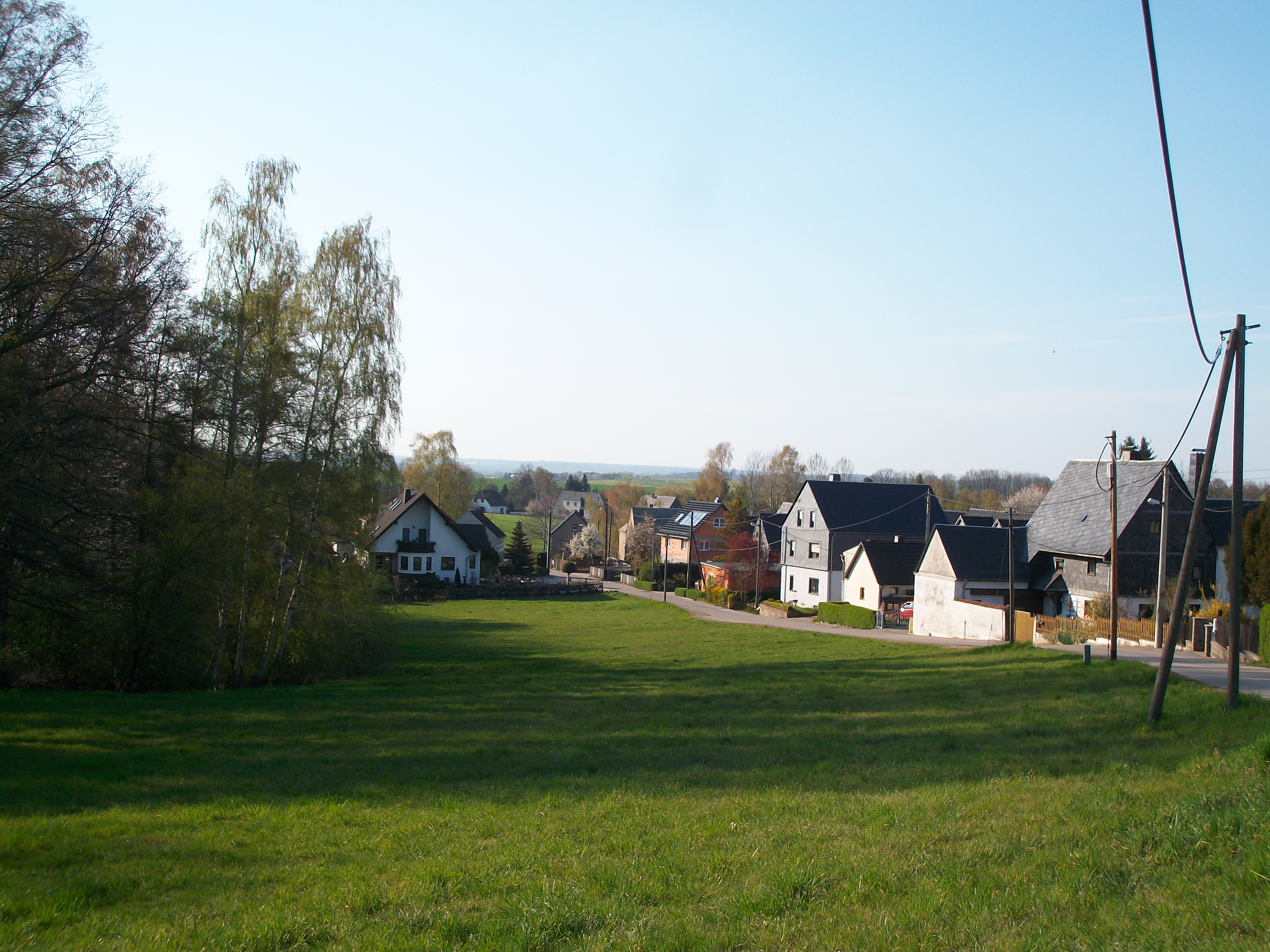
Ortseingang von Zetteritz

### Geografische Lage
Zetteritz liegt im Osten der Großgemeinde Seelitz. Im Ort befinden sich mehrere Teiche, welche über einen Zufluss des Aubachs in die Zwickauer Mulde entwässern. Die Staatsstraße 250 führt südwestlich am Ort vorbei.

### Nachbarorte
|                                  | Gröbschütz                                  |                           |
| Städten (Groß- und Kleinstädten) | Kompassrose, die auf Nachbargemeinden zeigt | Gepülzig, Neugepülzig     |
| Winkeln (Parzelle)               | Topfseifersdorf                             | Thalheim (Niederthalheim) |

## Geschichte

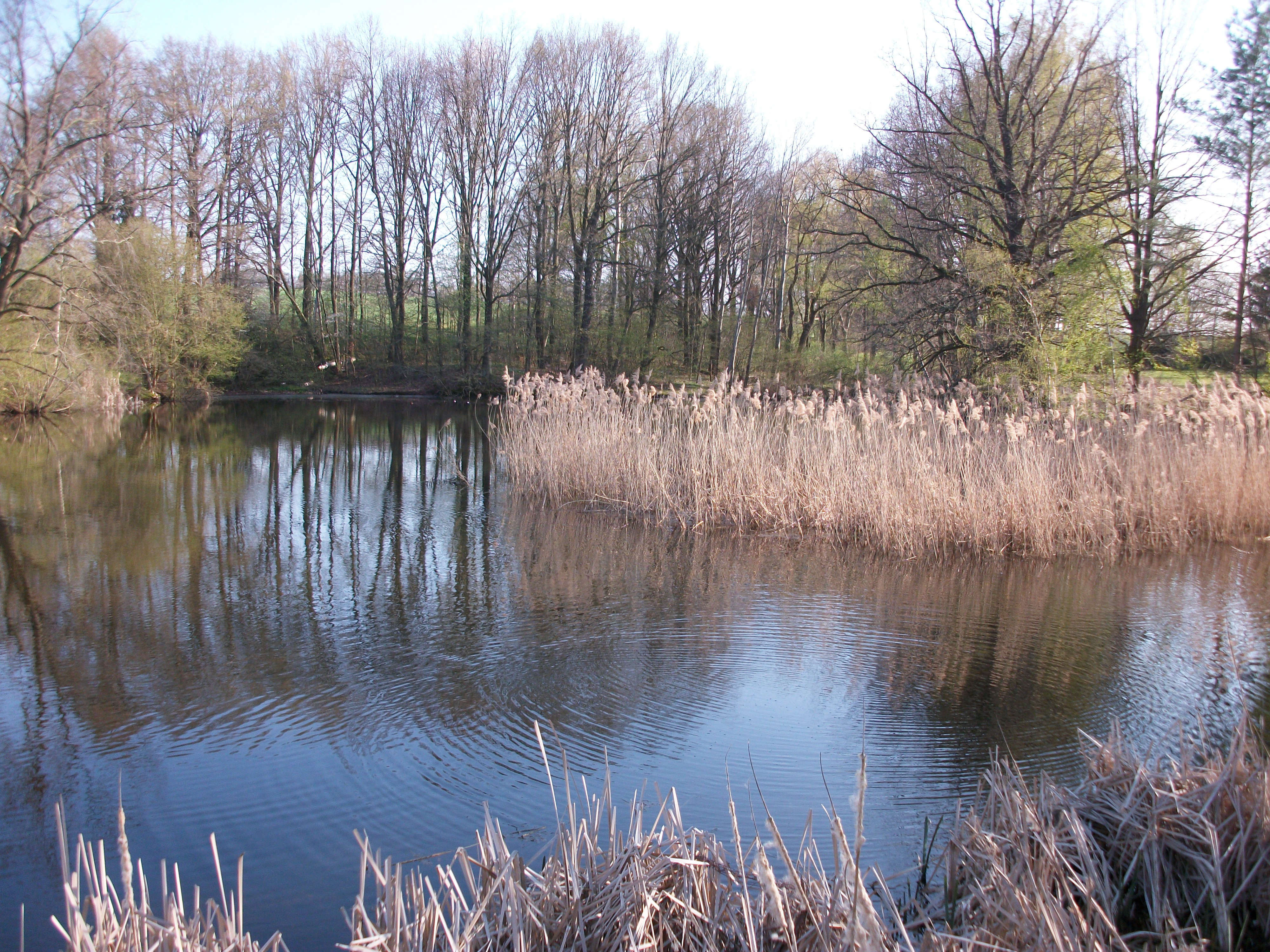
Teich in Zetteritz

In Zetteritz wurde im Jahr 1284 ein Herrensitz und ein Heinricus de Ceteros erwähnt. Seit 1548 ist ein Rittergut erwähnt, welches bis ins 19. Jahrhundert hinein die Grundherrschaft ausübte. Kirchlich ist Zetteritz seit jeher nach Seelitz gepfarrt. Zetteritz gehörte bis 1856 zum kursächsischen bzw. königlich-sächsischen Amt Rochlitz. Bei den im 19. Jahrhundert im Königreich Sachsen durchgeführten Verwaltungsreformen wurden die Ämter aufgelöst. Dadurch kam Zetteritz im Jahr 1856 unter die Verwaltung des Gerichtsamts Rochlitz und 1875 an die neu gegründete Amtshauptmannschaft Rochlitz. Der Rittergutsbezirk Zetteritz wurde um 1922 und der Nachbarort Städten am 1. Juli 1950 nach Zetteritz eingemeindet.
Durch die zweite Kreisreform in der DDR im Jahr 1952 wurde die Gemeinde Zetteritz dem Kreis Rochlitz im Bezirk Chemnitz (1953 in Bezirk Karl-Marx-Stadt umbenannt) angegliedert, der ab 1990 als sächsischer Landkreis Rochlitz fortgeführt wurde und 1994 im neu gebildeten Landkreis Mittweida bzw. 2008 im Landkreis Mittelsachsen aufging. Durch die Eingemeindung der Gemeinde Zetteritz mit Städten sind beide Orte seit dem 1. Januar 1994 Ortsteile der Großgemeinde Seelitz.

## Kulturdenkmale und Sehenswürdigkeiten
Für die Kulturdenkmale des Ortes siehe die Liste der Kulturdenkmale in Zetteritz.